# August Priske Flyger
August Priske Flyger (Genk, 23 maart 2004) is een Deens voetballer die in het seizoen 2022/23 door FC Midtjylland wordt uitgeleend aan PSV. Hij is de zoon van ex-profvoetballer Brian Priske.

## Clubcarrière
Priske werd geboren in de Belgische stad Genk, zijn vader was er toen als profvoetballer actief bij KRC Genk.
Priske maakte op 10 januari 2022 zijn profdebuut: in de competitiewedstrijd tussen Jong PSV en Almere City viel hij in de 63e minuut in. In de 81e minuut legde hij de 5-1-eindscore vast.

## Interlandcarrière
Priske debuteerde in 2022 als Deens jeugdinternational.
Abed ·
Bahaty ·
Bars ·
Bassey ·
Bawuah ·
Van den Berg ·
Van de Blaak ·
Bresser ·
Dağaşan ·
Van Duiven ·
Geerts ·
Gilbert ·
Gomez van Hoogen ·
Gonzaga ·
Van den Heuvel ·
Heylen ·
Houben ·
Janssen ·
Khaderi ·
Kuhn ·
Kuijsten ·
Manuhutu ·
Markdal ·
Monamay ·
Mulders ·
Van der Plas ·
Raap ·
Van de Riet ·
Smolenaars ·
Steur ·
Thomas ·
Uneken  ·
Verkooijen ·
Waayers ·
Younis ·
Coach: Groenendijk
· Assistent-coach: Bouma
· Assistent-coach: Wolf
· Keeperstrainer: Waterman